# 民主社会主义联盟
民主社会主义联盟（西班牙語：Coalición Socialista Democrática，缩写为CSD）是古巴历史上的一个大帐篷政党联盟，由富尔亨西奥·巴蒂斯塔领导。

## 历史
该联盟成立于1939年，创始成员有5个：古巴自由党（自由主义）、民族主义联盟党（保守主义）、共产主义革命联盟（共产主义）、民主民族协会（保守主义）以及共和民主党。在1940年古巴大选中，该联盟赢得众议院多数席位，其提名的总统候选人富尔亨西奥·巴蒂斯塔当选为古巴总统。
1944年，该联盟的成员有4个：古巴自由党、人民社会党、民主党和ABC。在1944年古巴大选中，该联盟支持卡洛斯·萨拉德里加斯·萨亚斯竞选总统，但输给拉蒙·格劳·圣马丁。随后，该联盟解散。